# Fedora Filippi
Fedora Filippi (* 15. September 1953 in Turin; † 5. Januar 2022 in Berlin) war eine italienische Klassische Archäologin.

## Leben
Im Jahr 1978 begann sie ihre Tätigkeit an der Soprintendenza Archeologica des Piemont. Seit 2000 war sie bei der Soprintendenza in Rom tätig, zunächst zuständig für den Campus Martius und Trastevere, von 2009 bis zu ihrem Ruhestand Ende 2014 für die Domus Aurea.
Verheiratet war sie mit dem Archäologen Henner von Hesberg.

## Veröffentlichungen (Auswahl)
- Sepulcra Pollentiae. Quasar, Rom 2006, ISBN 88-7140-311-8.
- (Hrsg.): Ricostruire l’Antico prima del virtuale. Italo Gismondi: un architetto per l’archeologia (1887–1974). Quasar, Rom 2007, ISBN 88-7140-327-4.
- (Hrsg.): Horti et sordes. Uno scavo alle falde del Gianicolo. Quasar, Rom 2008, ISBN 978-88-7140-394-6.
- mit Luigia Attila (Hrsg.): I colori dell’archeologia. La documentazione archeologica prima della fotografia a colori (1703–1948). Quasar, Rom 2009, ISBN 978-88-7140-416-5.
- (Hrsg.): Campo Marzio: nuove ricerche. Atti del Seminario di Studi sul Campo Marzio Roma, Museo Nazionale Romano a Palazzo Altemps, 18–19 marzo 2013. Quasar, Rom 2015, ISBN 978-88-7140-696-1.